# Sucrerie Trianon
La sucrerie Trianon, ou habitation Roussel-Trianon, est une ancienne plantation coloniale située à Grand-Bourg, sur l'île de Marie-Galante, dans le département de la Guadeloupe aux Antilles françaises. Fondé en 1669, le domaine est modernisé au milieu du XIXe siècle comme exploitation sucrière industrielle. L'habitation, classée aux monuments historiques depuis 1981, a été retenue dans les sites prioritaires bénéficiaires du Loto du patrimoine en 2021.

## Historique
L'exploitation sucrière est fondée en 1669, sur la côte sud-ouest de Marie-Galante, au moment du développement industriel de la culture de la canne à sucre sur l'île.
Elle connaît un développement important au XVIIIe siècle grâce à Paul Botreau-Roussel et se modernise à partir de 1850 avec la construction d'une usine à sucre et l'introduction de différentes techniques de broyage de la canne (moulin à vent et machine à vapeur) et de production de sucre.
L'usine Trianon ferme en 1874 avec la crise sucrière antillaise de la période 1870-1885.
Le site est désormais la propriété du Conseil départemental de la Guadeloupe.
Le 5 avril 2021, la sucrerie Roussel-Trianon est retenue dans la liste des sites emblématiques de l'édition annuelle du Loto du patrimoine pour bénéficier de financements de restauration destinés en particulier à la rénovation de son moulin.

## Architecture
Le bâtiment qui servait d'écurie est bâtie en pierre de taille calcaire et briques, ce qui est peu fréquent en Guadeloupe.
Le site et les bâtiments (écurie, moulin à vent – datant de 1800, l'un des plus vieux de l'île, –, cheminée, maison de maître) – pour certains d'entre eux assez dégradés par la végétation et le climat –, exceptionnels dans leur architecture pour les Antilles (à l'exemple de l'habitation Murat), sont classés aux Monuments historiques le 26 octobre 1981.

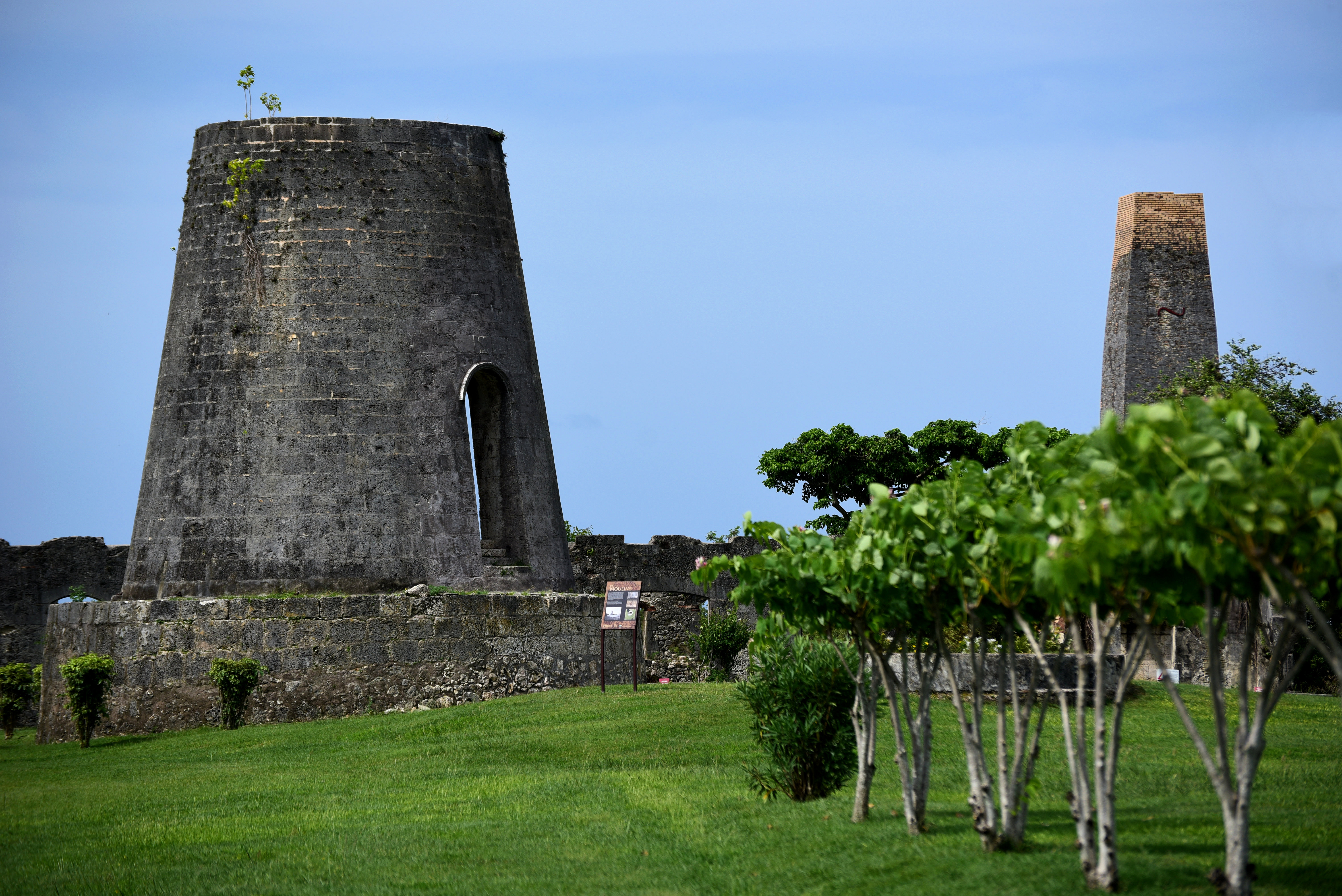
Moulin Trianon-Roussel
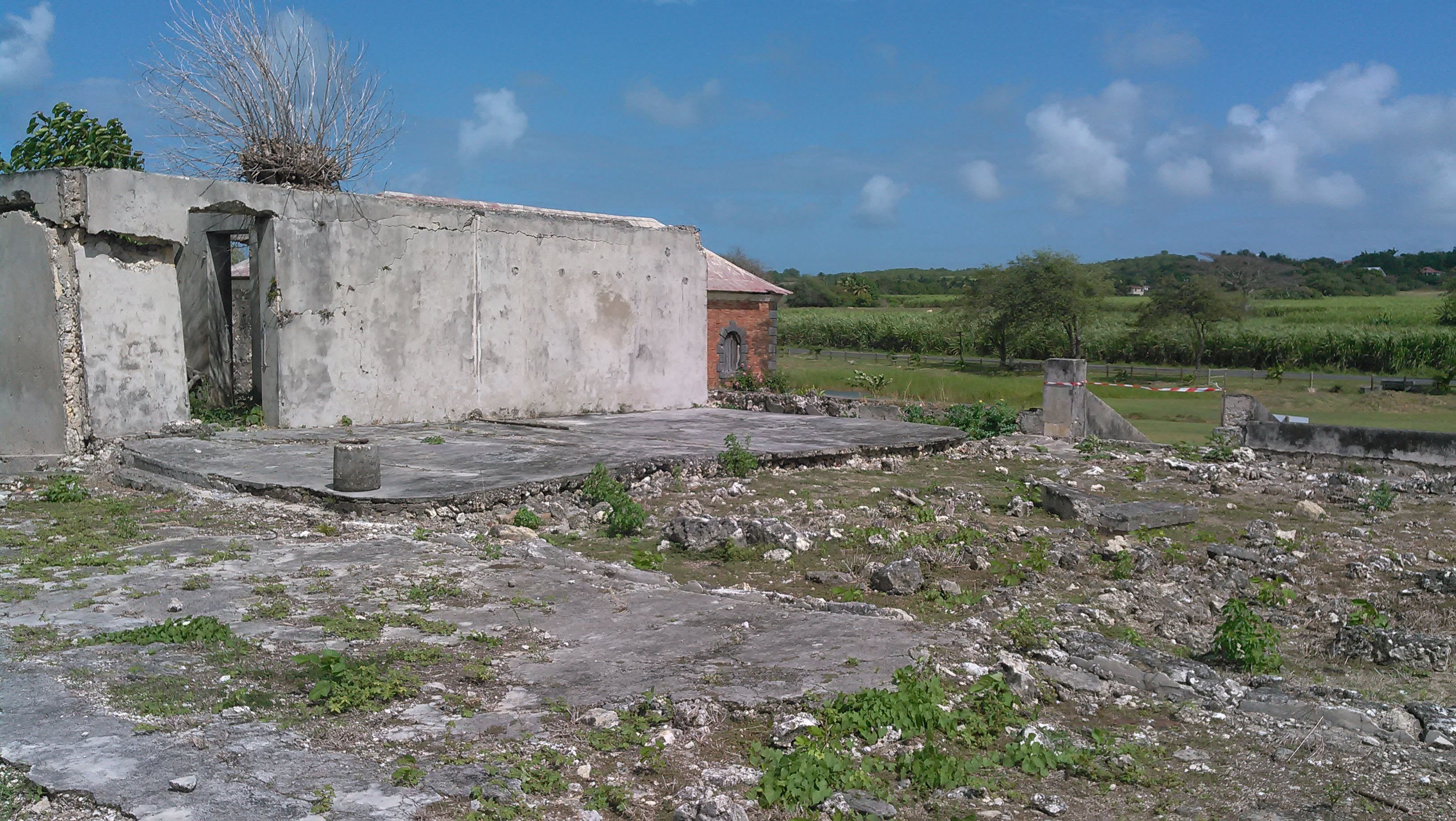
Vestiges de la maison principale
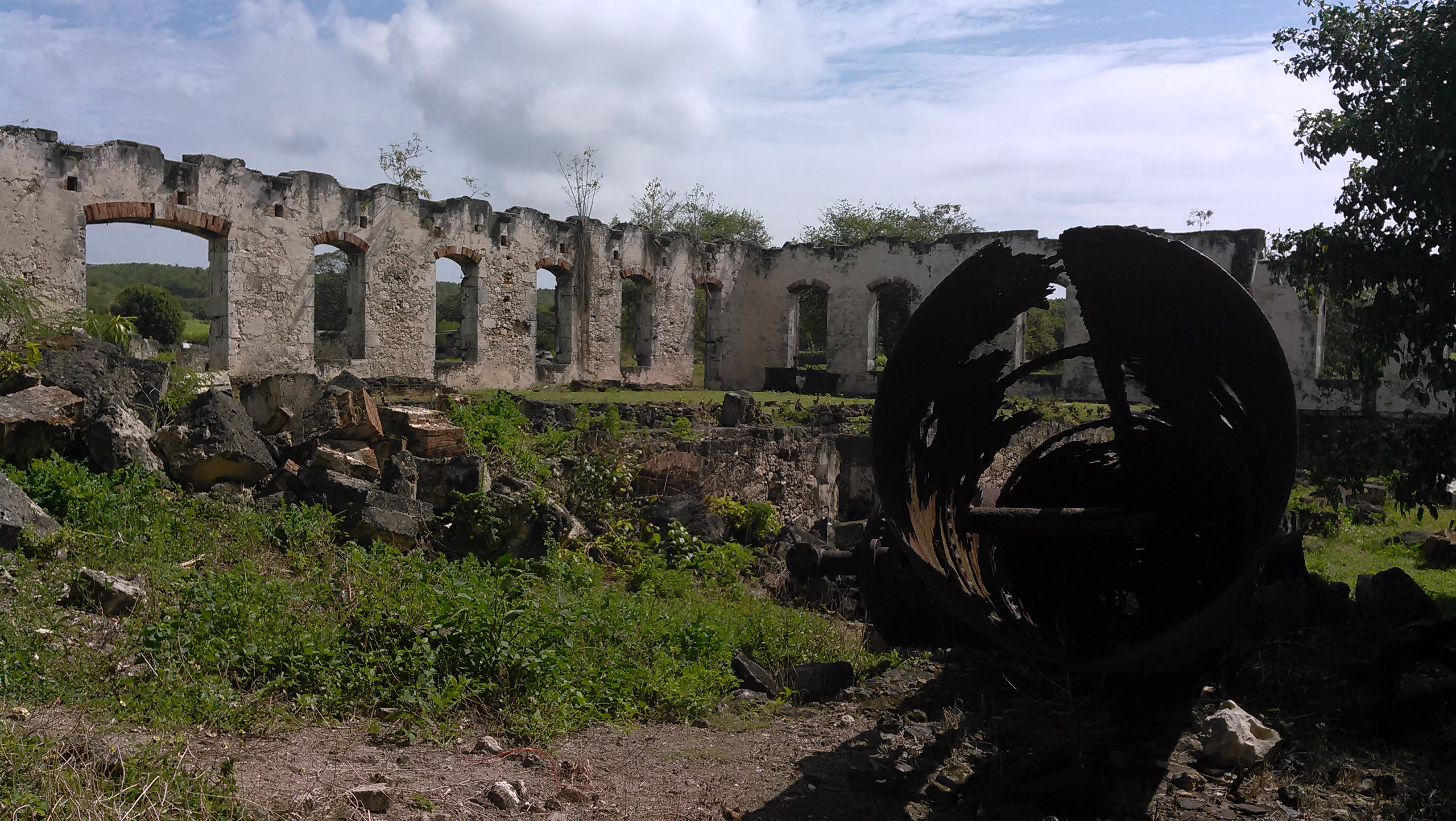
Vestiges de l'usine sucrière